# Bloomington (Indiana)
Bloomington es una ciudad ubicada en el condado de Monroe en el estado estadounidense de Indiana. En el Censo de 2020 tenía una población de 79 168 habitantes y una densidad poblacional de 1329 personas por km². Indiana University, la universidad más importante e histórica de Indiana, se ubica en esta ciudad (más de la mitad de la población son estudiantes, de múltiples procedencias).
Está situada entre los ríos Blanco y East Fork White, afluentes del río Wabash, a su vez afluente del Ohio, a su vez afluente del Misisipi.

## Geografía

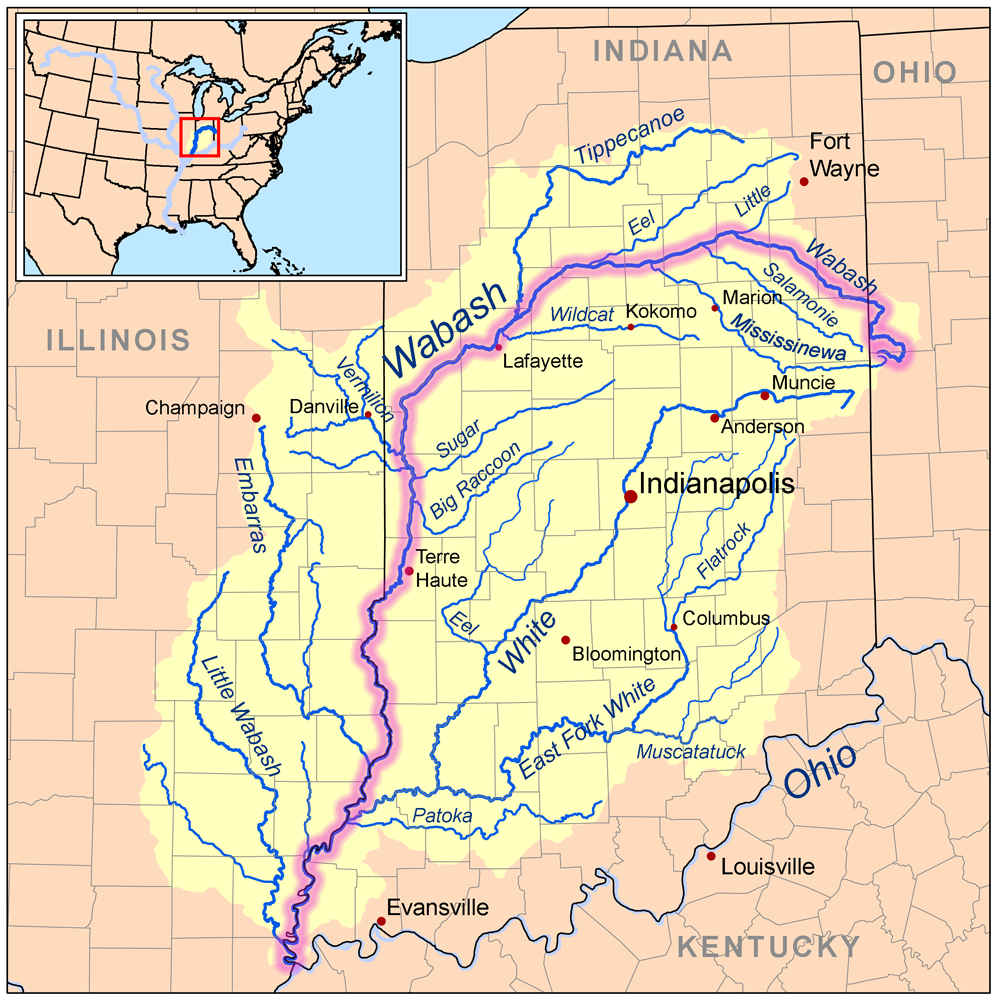
Ubicación de Bloomington en un mapa de la cuenca del río Wabash

Según la Oficina del Censo de los Estados Unidos, Bloomington tiene una superficie total de 60,49 km², de la cual 60 km² corresponden a tierra firme y (0,85%) 0,52 km² es agua.

## Demografía

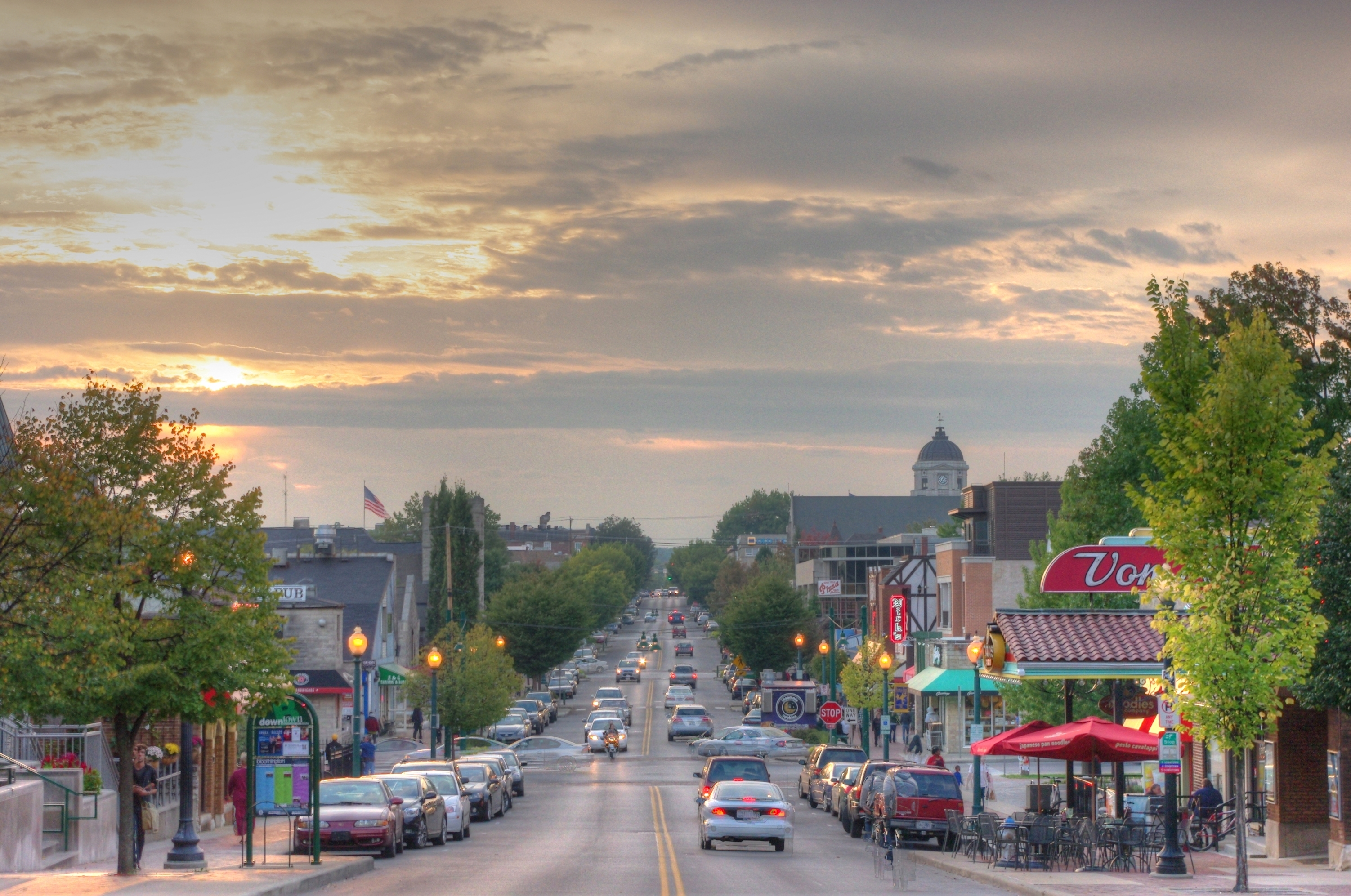
Avenida Kirkwood

Según el censo de 2010, había 80.405 personas residiendo en Bloomington. La densidad de población era de 1.329,13 hab./km². De los 80.405 habitantes, Bloomington estaba compuesto por el 83.02% blancos, el 4.57% eran afroamericanos, el 0.27% eran amerindios, el 7.96% eran asiáticos, el 0.05% eran isleños del Pacífico, el 1.18% eran de otras razas y el 2.96% pertenecían a dos o más razas. Del total de la población el 3.51% eran hispanos o latinos de cualquier raza.

## La ciudad en el cine
La película "Breaking away" desarrolla buena parte del metraje en Sanders Quarry, (Rooftop Quarry en la actualidad) cantera parcialmente inundada que se sitúa al sur de la ciudad. La piedra extraída se utilizó para la construcción del Empire State Building.